# Кият
Кия́т (крим. Qıyat, з 1948 по 2023 рік — Остро́вське) — село Курманського району Автономної Республіки Крим.
У 2015 році село було внесено до переліку населених пунктів, які потрібно перейменувати згідно із законом «Про засудження комуністичного та націонал-соціалістичного (нацистського) тоталітарних режимів в Україні та заборону пропаганди їхньої символіки».
12 травня 2016 року постановою Верховної Ради України № 1352-VIII село перейменоване відповідно до вимог закону «Про засудження комуністичного та націонал-соціалістичного (нацистського) тоталітарних режимів в Україні та заборону пропаганди їхньої символіки». Постанова набрала чинности у 2023 році.

## Уродженці
Микола Сухарєв — військовий 54-ї окремої механізованої бригади імені гетьмана Івана Мазепи, загинув 11 вересня 2022 року під час виконання бойового завдання в районі селища Білогорівка Луганської області.